# Trevlig helg
Trevlig helg är en svensk komediserie skapad av Hampus Nessvold och Björn Edgren. För seriens regi har Anna Vnuk svarat. Första säsongen, bestående av åtta avsnitt, hade premiär på SVT Play den 18 februari 2021. Säsong 2 också den bestående av åtta avsnitt hade premiär på samma  kanal i maj 2022. Säsong 3 hade premiär den 1 december 2023 på SVT.

## Handling
Serien som är uppbyggd som en sketchserie utspelar sig det fiktiva samhället Västerköping. I programmet ses Terese i kassan, Väktar-Åsa, tvillingarna Gittan och Bittan och sjuksköterskorna Tim och Jeanette. Den gemensamma nämnaren är att de alla längtar till helgen.

## Rollista (i urval)
- Hampus Nessvold
- Johanna Nordström
- Anton Forsdik
- Joel Lützow
- Linda Ulfhielm
- Liv Mjönes
- Ann Westin